# Чорний Микола Васильович
Микола Васильович Чорний (нар. 15 липня 1935, с. Філонівка, Мглинський район Брянської області) — український науковець та педагог у галузі ветеринарії, доктор ветеринарних наук, професор, завідувач кафедри гігієни тварин та ветеринарної санітарії Харківської державної зооветеринарної академії.

## Життєпис
Микола Чорний народився 15 липня 1935 року у с. Філонівка Мглинського району Брянської області.
По закінченні Трубчевського зооветеринарного технікуму 1955 року вступив на ветеринарний факультет Харківського ветеринарного інституту, який закінчив 1960 року.
По закінченні інституту працював лікарем-епізоотологом Кобеляцької міжрайонної ветеринарної лабораторії у Полтавській області.
Потягом 1961—1979 роках займав посади молодшого, старшого наукового співробітника у лабораторії зоогігієни Українського науково-дослідного інституту експериментальної ветеринарії (м. Харків).
У 1969 році успішно захистив кандидатську дисертацію «Обгрунтування зоогігієнічних нормативів і режимів утримання поросят-сисунів в умовах Лісостепу та Полісся УРСР».
Починаючи з 1979 року він працює доцентом, а з 1990 року — професором кафедри зоогігієни та охорони праці Харківської зооветеринарного інституту.
У 1983 році присвоєне вчене звання доцента, а 1992 року професора.
У 1989 році захистив докторську дисертацію «Гігієнічні та технологічні прийоми забезпечення резистентності й продуктивності свиней на спеціалізованих підприємствах різної потужності».
У 1991 році він став завідувачем кафедри гігієни тварин та ветеринарної санітарії Харківської державної зооветеринарної академії.
Обіймав посади декана факультету заочного навчання (1993—1997, 2001—2008), проректора з наукової роботи (1998—2001), проректора факультету підвищення кваліфікації (1997—1998) Харківської державної зооветеринарної академії.
Також Микола Чорний з січня по березень 2001 року виконував обов'язки ректора Харківського зооветеринарного інституту.
Миколі Чорному присвоєне звання почесного професор Харківської державної зооветеринарної академії та Донського державного аграрного університету

## Громадська робота
Микола Чорний є членом Міжнародного товариства з гігієни тварин.
У 1992—1997 роках був членом спеціалізованої ради у Львівському національному університеті ветмедицини та біотехнологій ім. С. З. Гжицького, а у 2001—2010 роках  член спеціалізованої ради в Національному університеті біоресурсів і природокористування України (м. Київ).
Від 1997 року до сьогодні — голова спеціалізованої вченої ради із захисту дисертацій у Харківської державної зооветеринарної академії.

## Науковий доробок
Микола Чорний є автором 259 наукових публікацій, автором та співавтором 18 підручників і навчальних посібників, довідників лікаря ветеринарної медицини та зооінженера.
Під його науковим керівництвом захищено 25 дисертацій на здобуття вченого ступеня кандидата ветеринарних, сільськогосподарських і біологічних наук.
Микола Чорний вперше здійснив комплексне дослідження гігієнічних та технологічних прийомів забезпечення резистентності і продуктивності свиней в господарствах різної потужності. Сьогодні є керівником комплексного науково-дослідницького напрямку «Розробка та обгрунтування гігієнічних нормативів і режимів утримання різних видів та виробничо-вікових груп тварин, спрямованих на профілактику незаразних хвороб».
Основні наукові публікації:
- Рекомендации по строительству и эксплуатации летних лагерей для свиней. ЦНИПТИМЭЖ, Запорожское областное правление научно-технического общества сельского хозяйства. Запорожье, 1982.
- Практикум по гигиене с проектированием и строительством животноводческих объектов: Учебное пособие. Ч.1. П. Д. Бакшеев, В. И. Литвинов, А. С. Вовк, Н. В. Черный, А. Ф. Прокудин. Харьков, 1986. 100 с.
- Харьковский зооветеринарный институт. 140 лет. Сост.: В. М. Апатенко, Д. И. Барановский, Н. В. Черный и др. Х., 1991. 145 с.
- Чорний М. В., Прокудін О. П., Вовк О. С. Практикум з гігієни тварин. Х., 1994. 103 с.
- Гігієна тварин. М. В. Демчук, М. В. Чорний, М. П. Високос та ін.; За ред. М. В. Демчука. К.: Урожай, 1996. 384 с.
- Свинарство і технологія виробництва свинини: Підручник. В. І. Герасимов, В. П. Рибалко, Л. М. Цицюрський, Д. І. Барановський, М. І. Домашенко, М. В. Чорний та ін. К.: Урожай, 1996. 352 с.
- Довідник з виробництва свинини. За ред. В. П. Рибалка. В. І. Герасимова, М. В. Чорного. Х.: Еспада, 2001. 336 с.
- Пономаренко Н. Н., Черный Н. В. Коневодство: Учебное пособие. Х.: Эспада, 2001. 352 с., ил.
- Високос М. П., Чорний М. В., Захаренко М. О. Практикум для лабораторно-практичних занять з гігієни тварин: Навчальний посібник. Х.: Еспада, 2003. 218 с.
- Зоогігієна. Енциклопедія Сучасної України. К., 2010. Т. 10. С. 690-691.
- Эффективность технологии выращивания поросят без подстилки при регулированном микроклимате на специализированных свинофермах. Ветеринария: Сб. К., 1974. Вып. 38. С. 87-92.
- Влияние принудительного моциона на физиологическое состояние и естественную резистентность хряков-производителей. Вестник с.-х. науки. К., 1977. № 8. С. 37-42.
- Соблюдение основных элементов технологии производства на специализированных фермах и профилактика незаразных болезней свиней. Вестник с.-х. науки. К., 1978. № 6. С. 96-100.
- Черный Н. В. Естественная резистентность и продуктивность поросят-отъемышей, выращенных в условиях промышленного комплекса в разные сезоны года // Сборник научных трудов Харьковского с.-х. института. Х.,1981. Т. 279: Меры борьбы с болезнями с.-х. животных. С. 29-31.
- Чорний М. В. Поводження свиноматок та їх природна резистентність при безвигульному утриманні. Вісник сільськогосподарської науки. 1983. № 10. С. 64-67.
- Чорний М. В. Забезпечення принципу «все зайнято — все порожньо» у свинарських приміщеннях. Вісник сільськогосподарської науки. 1985. № 6. С. 43-48.
- Черный Н. В. Зоогигиена и ее роль в практической деятельности зооинженера и врача ветеринарной медицины // Витебская государственная академия ветеринарной медицины. Ученые записки. Витебск, 1999. Т.35, Ч. 2. С. 244-247.
- Чорний М. В. Гігієна та забезпечення профілактики хвороб тварин. Ветеринарна медицина України. 2001. № 9. С. 8-9.
- Abaut development of the Model of influence of biologically Active substanses on the resistance and efficiency of bulls. XIII Inter. Congress in Animal Hyjiene. ISAN-2007. Tartu, Estonia. Vol. 1.- Р. 97-103, 260-265.
- Чорний М. В., Кущ Л. Л., Баско С. О. Гігієнічне обґрунтування використання антистресових препаратів при вирощуванні поросят з діарейним синдромом // Ветеринарна медицина України, 2015. № 4. С. 22-26.
- Cherniy N., Mitrofanov Al., Machula O.,Tarasenko L. Natural resistance of pig to different abiotic factors // Scientific papers animal sciences. Iasi, 2017. P. 78-84.
- Cherniy N., Mitrofanov A.V., Mitrofanov A., Schepetilnikov Y., Balym Y., Machula O. Influence of sanitary-hygienic factors on swine resistance and health // Bulgaria Journal of veterinary medicine Stara Zagora, Bulgaria, 2017. P. 130-138.

## Відзнаки та нагороди
- Заслужений працівник сільського господарства України (2001 рік)[2]
- знак «Відмінник аграрної освіти і науки ІІІ ступеня» (2003 рік)
- переможець Харківського обласного конкурсу «Вища школа — кращі імена» у номінації «Кращий науковець»
- Почесний професор Харківської державної зооветеринарної академії[1]
- Почесний професор Донського державного аграрного університету[1]